# Dekret prezidenta Ruské federace

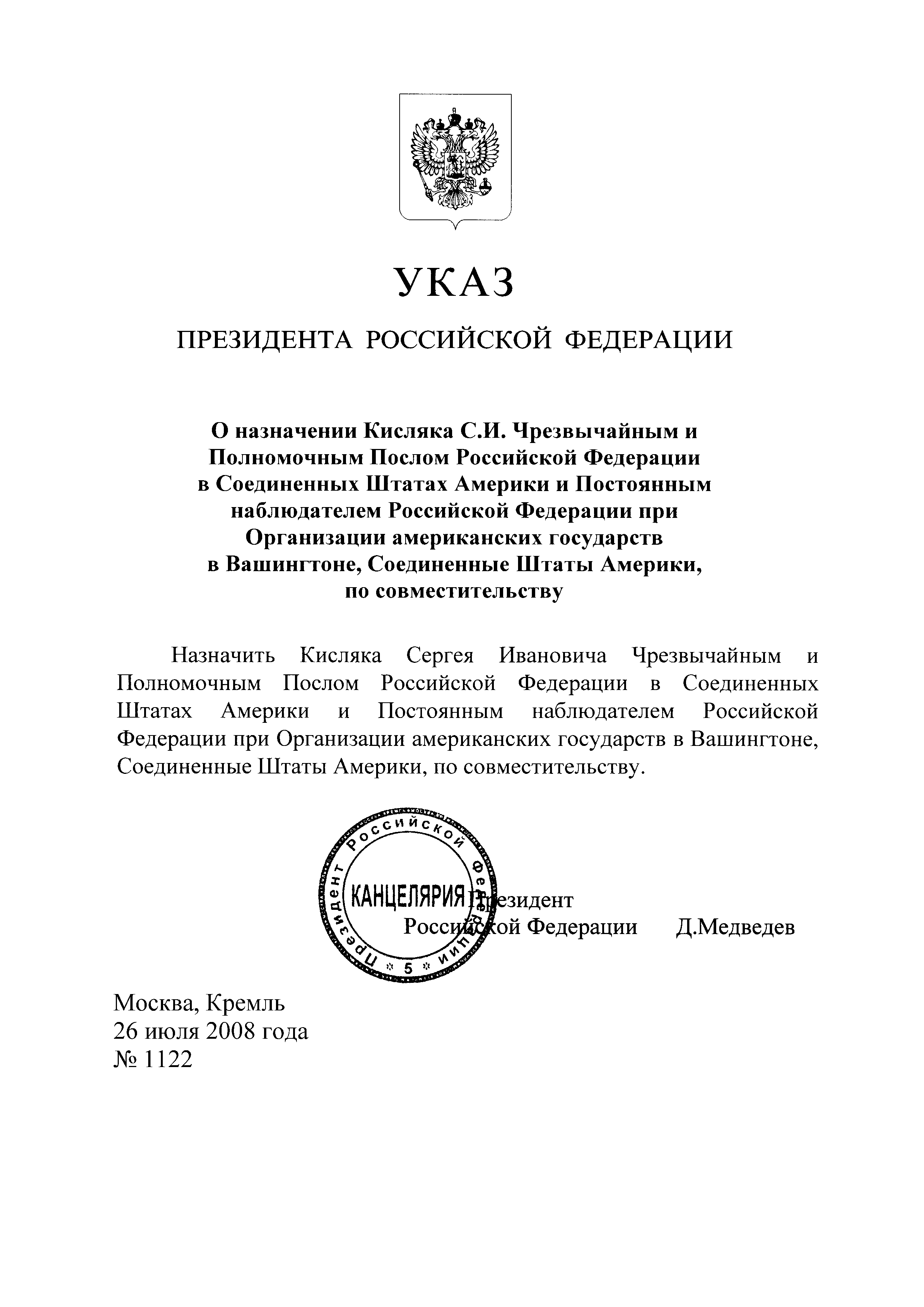
Vyobrazení na hlavičkovém papíře, Dekret prezidenta Ruské federace — č. 1122, z 26. července roku 2008

Dekret prezidenta Ruské federace je právní akt, vydaný prezidentem Ruské federace v rámci jeho působnosti. Dekrety a nařízení (akta) prezidenta Ruské federace jsou závazné na celém území Ruské federace. Nesmí být v rozporu s Ústavou Ruské federace, ani federálními zákony. Dekrety mají nejvyšší právní sílu hned po ústavě a federálních zákonech.
Dekrety a nařízení mohou být normativního a nenormativního charakteru. Například dekrety z 2. března 1994 č. 442 a z 1. června 1995 č. 554, které schválily nařízení o státních vyznamenáních v Rusku, patří mezi normativní právní akty. Dekret o udělení vyznamenání konkrétní osobě patří k nenormativním právním aktům.
Dekrety prezidenta Ruské federace, které mají normativní charakter, mají platnost na celém území Ruské federace a nabývají platnosti po uplynutí sedmi dnů od jejich prvního uveřejnění. Ostatní dekrety, včetně těch, které obsahují informace tvořící státní tajemství nebo informace důvěrného charakteru, nabývají platnosti dnem podpisu.
Dekrety, vyplňující mezery v právní úpravě v oblasti výhradní zákonodárné kompetence Státní dumy, platí až do přijetí příslušného federálního zákona (předpokládá se, že se přijetí takovýchto dekretů ze strany prezidenta ho zavazuje k předložení příslušného návrhu zákona ve Státní dumě).
Ve Sbírce zákonů Ruské federace jsou prezidentské dekrety zveřejněny ve třetí části, nejdříve normativní a pak nenormativní.